# José María Jáuregui
José María Jáuregui es una localidad ubicada en el partido de Luján, provincia de Buenos Aires, Argentina. Tiene una estación ferroviaria del Ferrocarril Sarmiento, que lleva el nombre de un empresario español que la donó a principios del siglo XX, para facilitar la comunicación de la producción de su molino harinero, instalado en el caserío. Por este motivo el pueblo toma el nombre del dueño de ese primer emprendimiento productivo.
Suele ser denominada como Villa Flandria, debido a que en los tiempos del auge de la Algodonera Flandria, gran fuente de trabajo del partido de Luján y alrededores, se la llamó oficialmente de esa manera. Cuando cerró la algodonera se le restituyo el nombre (Ley provincial 11965 ) a José María Jáuregui, pero fue inevitable que se sigan usando ambas denominaciones. Se encuentra dividida por el río Luján, en Sur y Norte. Cotidianamente se denomina como Jáuregui a la parte sur, y a la norte como Pueblo Nuevo.
La localidad es cuna del Club Social y Deportivo Flandria.

## Población
Comprende Jáuregui Norte y Jáuregui Sur con 8,705 habitantes (Indec, 2001), siendo la primera la localidad más poblada del partido, luego de Luján.
Presenta un incremento del 9,7 % frente a los 7,936 habitantes (Indec, 1991) del censo anterior.

## Escudo

### El legado de Hronsky
Jáuregui cuenta con un escudo diseñado por José Ciger Hronsky, en los tiempos en que la localidad era conocida como Villa Flandria. Entre sus símbolos se distinguen la Lanzadera (pieza fundamental de los antiguos telares), las flores del lino (fuente pujante de trabajo de la zona), la silueta de la Algodonera Flandria (eje y alma de la zona), el Río (fuente principal de energía), el León Rampante (herencia de la cultura belga) y mechas de algodón (materia prima de los telares).

## Historia
La zona (Villa Flandria Norte o Pueblo Nuevo) estaba comprendida dentro de los límites de la antigua Estancia de la Virgen de Luján. Luego del loteo de la misma, tras la ley de Enfiteusis del gobierno del presidente Bernardino Rivadavia (1826-1827) se instalaron en la zona una serie de chacras, entre cuyos propietarios figuraba el General Arias, el Doctor Francisco Javier Muñiz y, posteriormente, el Tropero Fabián Moreira, en cuyo nombre fue bautizada la calle principal, por donde otrora circularan sus carretas. La precaria producción de la zona estaba basada en la agricultura y la ganadería.
El lugar presentó el mismo paisaje hasta el segundo loteo, en las décadas de 1930 y 1940, de manos de la Algodonera Sudamericana Flandria, cuyo presidente era el belga Julio Adolfo Steverlynck. Dicho loteo, a cargo de la empresa de Negocios Inmobiliarios "Terrén", estaba destinado a los obreros de la misma, ya que la zona de Villa Flandria Sur había experimentado un desborde poblacional. Sus calles principales serían (de este a oeste, todas paralelas) Las Tipas, Avenida Tropero Fabián Moreira, 8 de diciembre y Doctor Francisco Javier Muñiz (que conecta con el pueblo vecino de Cortínez). La mayoría de las calles transversales adoptaron los nombres de los árboles con que fueron forestadas: (de sur a norte) Fray Manuel de Torres, Los Plátanos, Las Sophoras, Los Tilos, Los Acers, Las Acacias, Las Catalpas, José Manuel Estrada, Padre Miguel Inglés y San José. Para entonces se estaba experimentando un contundente cambio en la zona, que pasaba de ser agraria a industrial. En este mismo periodo destaca la actividad agropecuaria de las familias Olivera ("La Longaniza"), Monerieff ("El Mirador"), Estrugamou ("Rosa Isabel"), Rosso ("La Perla"), Paredes ("La Elvira"), López, Toccalino, Barnech y Ferrero entre otras. 

Entrada al Parque Industrial Villa Flandria

Hacia finales del siglo XIX y principios del siglo XX, se instaló en la zona, en los márgenes del río Luján, el molino harinero del empresario vasco José María Jáuregui, decisivo en la creación de la estación ferroviaria homónima, quien llevara en simultáneo un loteo en derredores de la misma. Así es como surge la zona de Jáuregui Sur, si bien antes ya había instalados algunos terratenientes por tratarse de una zona rural.
Su calle principal es la Avenida Flandes, que recuerda el lugar de nacimiento del empresario Julio Steverlynck. En su centro se sitúan distintas plazoletas que ostentan enormes palmeras. La avenida se prolonga cruzado el río y el Área Forestal Protegida, en dirección al puente peatonal, desembocando en el Boulevard Flandes, donde otrora vivieran altos funcionarios de la fábrica. Esta también presenta plazoleta en el centro, ostentando una atractiva arboleda de tilos. 
Cerca de allí se encuentra el Arco del Triunfo, que es una réplica en una escala de 1:10 del Arco llamado "La puerta del Oeste" ubicado en la ciudad de St. Louis, estado de Misuri, EE. UU. En su inauguración se ofrecieron grandes festejos que engalanaron a todo el pueblo.

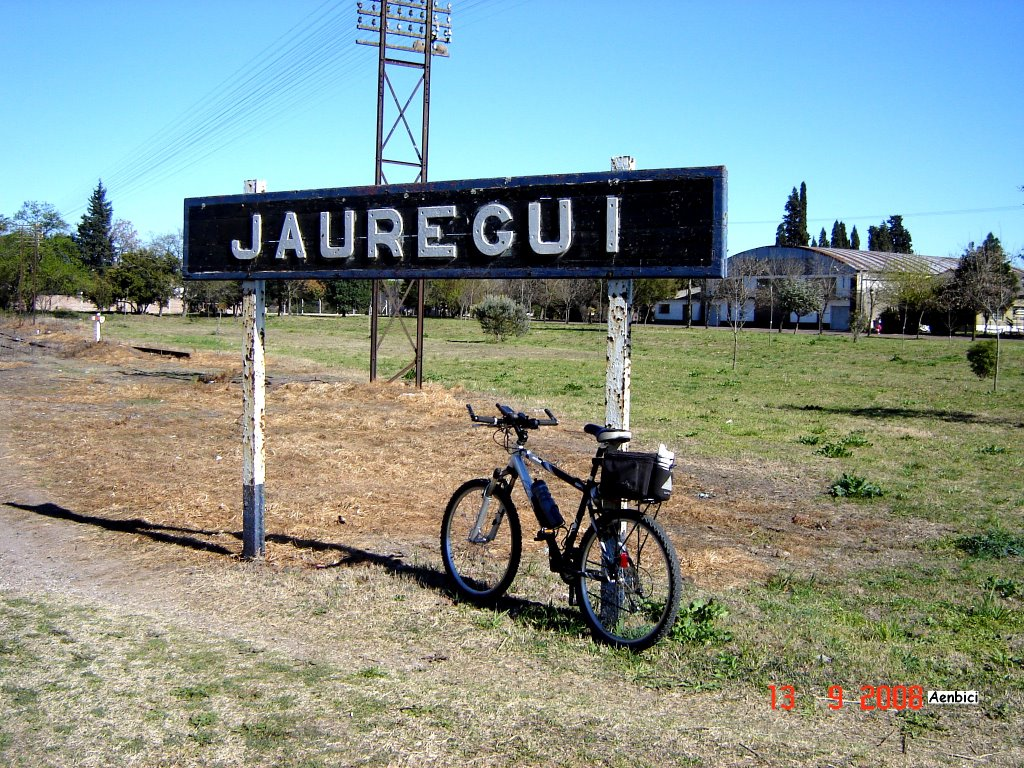
Cartel de bienvenida a Jáuregui

El proceso de industrialización que se produjo en Jáuregui produjo un importante movimiento inmigratorio desde los pueblos vecinos (como Carlos Keen) y varios rincones del país, que venían en busca de puestos de trabajo en cualquiera de las tres plantas que conformaban la Algodonera Flandria. El caso de Carlos Keen es significativo, ya que sufrió la migración de gran parte de su población, un verdadero éxodo, reduciéndolo casi a un pueblo fantasma. Son muchas las anécdotas que narran cómo se desmantelaban las casas de dicha comunidad para luego ser rearmadas en Jáuregui. La situación actual es distinta pues Carlos Keen experimentó un enorme crecimiento económico de manos del turismo
Como se mencionó anteriormente, entre otros vecinos ilustres, se contó con la presencia del Francisco Javier Muñiz, científico, político y militar, que se instaló en su estancia sobre la calle que hoy lleva su nombre. Dicha estancia fue bautizada como "Santa Elena", en honor a su nuera, Elena. Allí realizaría, durante casi una década, importantes investigaciones de tipo arqueológicas, ya que se trata de un lugar rico en fósiles. En sus salones serían acogidas importantes personalidades de la política nacional. Más tarde sería adquirida por el empresario Steverlynck, que la modificaría en su totalidad (convirtiéndose así en una de las propiedades más importantes y bellas de la zona) pero conservaría el nombre original. Jáuregui, también, recibiría la visita de los antiguos reyes de Bélgica, Fabiola y Balduino, y la del presidente Arturo Humberto Illia (1963-1966).

## Revista "El Telar"
La revista El Telar acompaña los labores, desarrollo y ocaso del gran pulpo industrial Algodonera Sudamericana Flandria S.A.
Si bien tiene un inicio en formato tabloide, a partir de su tercer año comienza a editarse en forma de revista. La publicación constituye el encuentro en papel, entre las voces oficializadas de la dirección de un proyecto pujante y las familias que estaban siendo parte activa del crecimiento del pueblo de Jáuregui, devenido orgullosamente en Villa Frandria.
La publicación aparecía el primer domingo de cada mes y se distribuía gratuitamente en la comunidad desarrollada alrededor de la algodonera. Una estructura edilicia con la correspondiente chimenea humeante y dos engranajes en plena acción destacan como representación gráfica de la pujanza fabril de principios de siglo pasado, en la portada. Dios, Patria y Hogar, Paz y Trabajo, reza el subtítulo de la revista, como un recordatorio ineludible a los pilares de la comunidad.

## Instituciones

### Club Social y Deportivo Flandria ( V.F.N.)
El Club Social y Deportivo Flandria está íntimamente ligado a la vida Algodonera Flandria. De hecho, antes de adoptar el apodo de “los Canarios”, se lo conocía simplemente como “El Equipo de la Fábrica”. Nació, creció y continúa siendo una institución básicamente dedicada al fútbol, pero con una gran variedad de deportes y actividades de carácter social. Por sus colores, historia y algunas hazañas deportivas que atesora, en el pueblo despierta una auténtica pasión y arraigo que pasa de generación en generación.
La fecha fundacional data del domingo 9 de febrero de 1941, cuando un grupo de vecinos se reunió en el salón Rerum Novarum para dar vida a una nueva entidad. Sin embargo, hacia varios años que la idea venía tomando forma entre los amantes de la redonda. Actualmente, el club participa en el torneo de la Primera B Nacional, segunda división del fútbol Argentino y registra tres pasos en segunda división (1973 a 1979), (2016 a 2017) y (2021 a la actualidad). El club tuvo diferentes hitos en su historia. En 1977 estuvo a escasos 8 puntoss del ascenso a la 1° "A" al ocupar el 5° lugar con 40 puntos, venciendo al campeón Estudiantes B.A por 3 a 0 en el Carlos V y empatando en el partido de ida en Caseros. Otros aspectos destacados de su vida fueron los 5 ascensos obtenidos en: 1954 (a la 1° "C") / 1972 (a la vieja 1° "B")/ 1998 y 2014 (a la "B" Metropolitana), pero en 2016 logra su título más importante al salir campeón ante Atlanta en la última fecha en Villa Crespo ante 15 mil espectadores logrando el ascenso a la "B" Nacional. 
En dicha categoría permaneció por espacio de dos temporadas compitiendo y viajando por todo el país venciendo a clubes tales como Independiente Riv de Mendoza / Gimnasia de Jujuy / Instituto de Córdoba / Chacarita Jrs / Central Córdoba de Santiago del Estero etc. El equipo en su primera temporada finalizó en el puesto 15° dentro de 23° equipos con 56 pts a tan solo cuatro unidades del Octogonal por el segundo ascenso a la Súperliga (1° "A") teniendo en la segunda ronda un invicto de 17 partidos. En tanto en su segunda temporada la suerte le fue esquiva y descendió producto del gran recorte de equipos que descenderían ya que fueron 6 equipos los que perderían la categoría.
Flandria ha sido cuna de más 35 jugadores que desde sus divisiones menores han logrado jugar en la Primera división del fútbol argentino y posee a 2 canteranos que han jugado en la Selección Argentina, ellos son Sergio García arquero titular de la Argentina Campeón Mundial Juvenil en Japón 1979 y a Juan Ignacio Mercier quién registra 3 partidos en la selección Mayor. Otro jugadores destacados y nacidos en el club a lo largo de su historia son Juan Emanuel Culio (Independiente / Racing Club / CFR Cluj / Galatasaray / Las Palmas / Zaragoza / La Coruña), Pedro Mansilla (Boca Jrs / Racing Club / Unión Sta Fe / Defensor de Montevideo etc), Claudio "Chiqui" Pérez (Tigre / Belgrano / Boca Jrs), Mariano Barbieri (Belgrano, Def y Justicia, Arsenal, Iquique y La Calera de Chile), Carlos Seppaquercia (River Plate / Gimnasia LP) entre otros.
El color de la institución está ligada a la extinta Algodonera Flandria que posee el amarillo y negro como símbolo de la bandera flamenga y predomina el amarillo sobre el negro por ser el color que unifican a los dos pueblos belgas (flamencos y balones). Su estadio "Carlos V" lleva el nombre del Emperador del Sacro Imperio Romano y simboliza en su nacimiento (Flandes) y su muerte (en la actual España) en la madre patria de Julio Steverlynck y del pueblo argentino. Su capacidad es de 5.000 personas sentadas y la misma está destinada al público local divididas en la tribuna "Pedro de Mendoza" (ex sector local), "Diego de Mendoza" (ex sector visitante) y la platea que se divide en "Norte" y "Sur". Un dato de color dice que en su plano original la construcción contemplaba una tribuna gemela frente a la actual (ambas iban con visera de cemento) y debajo de la tribuna actual se construiría un anfiteatro (debajo de la "Pedro de Mendoza") y la Sede final del club Flandria (debajo de la tribuna "Pedro de Luján").

### Club Náutico “El Timón” (V.F.S.)
Un tinglado a orillas del río Luján fue suficiente para iniciar el sueño de un grupo de personas amantes de los deportes náuticos. El entusiasmo inaugural marcaría el posterior desarrollo de la institución que sería el lugar de esparcimiento ideal para los empleados de la Algodonera Flandria.
En la reunión donde quedó establecida la creación del Club Náutico El Timón, circularon varios nombres posibles para bautizar a la nueva institución. Christian Casamayor propuso llamarlo "El Bagre". Aurelio Fernández arriesgó los nombres "San Martín" o "De los Tejedores".
Finalmente por unanimidad los presentes determinaron que el flamante establecimiento debería llamarse "El Timón". En ese encuentro, desarrollado en el salón Rerum Novarum, se eligió también a la Comisión Directiva, con Aurelio Fernández como presidente, Christian Casamayor como tesorero y Eduardo Corrales como secretario general.
El Club Náutico El Timón quedó inaugurado oficialmente el 5 de marzo de 1939. En terrenos cedidos por Don Julio Steverlynck, se erigió una estructura de hierro y chapa que sirvió para alojar las primeras embarcaciones. Para llegar hasta las instalaciones había que transitar un camino de tierra que bordeaba el río. En ese trayecto, una verdadera aventura en los días de lluvia, se dejaba atrás un horno de ladrillo ubicado en el sector donde actualmente funciona una de las canchas de fútbol del club. Dos o tres lámparas colgadas en postes de acacias, irradiaban una tenue luz durante las noches. El resto era ocupado por altos pastizales.
Jose Cabral, encargado del club por más de 40 años, recuerda que en ese tiempo el patrimonio de la institución en si era: "un chinchorro para pesca y dos canoas. También estaba en funcionamiento un bote de paseo, nada más que eso".
El tinglado inicial se convirtió en un galpón cerrado, con piso de baldosas que incluía vestuarios y una casa donde vivía la familia del encargado.
En un sector del río, además, funcionaba una pileta construida con solo tres paredes, ya que uno de los bordes estaba conectado directamente al curso de agua. Cuando se vaciaba el río mediante el uso de la compuerta, el piso de la pileta era sometido a una exhausta limpieza, cuyos resultados duraban hasta el año siguiente.
El crecimiento del club fue paralelo al de la Algodonera Flandria. Mientras ampliaba su capacidad edilicia, la institución crecía en número de socios, que en esa primera década eran exclusivamente vecinos de Jáuregui. Para acceder a sus servicios se pagaba una cuota de 1 peso en el caso de los hombres y de 50 centavos para las mujeres.
En 1947, el Club Náutico El Timón se afilió a la Asociación de Remeros Aficionados. Un año después llegaría el debut por demás exitoso, logrando imponerse en una competencia en la ciudad de San Nicolás, en el río Paraná. Así empezó un camino de éxito en un deporte donde "El Timón" aporto varios campeones argentinos y panamericanos, además de competidores olímpicos.
Otras actividades deportivas que se sumaron al remo fueron la natación, tenis, bochas y vóley, elegidas por el número creciente de socios. Además de convertirse en centro deportivo de la zona, se constituyó como un lugar centro de actividades sociales. Todavía se recuerdan los bailes que se realizaban en el galpón de los botes. La rampa era ocupada por un escenario que recibía las orquestas más famosas de la época. en 1948, Francisco Canaro paseo su música por "El Timón" con el río Luján de fondo, con la compañía estelar de Mariano Mores.
También permanecen en la memoria de los socios más viejos "los martes de carnaval". Steverlynck frenaba la actividad de la Algodonera Flandria a mediodía para que los obreros participaran de las fiestas, famosas en toda la zona, que terminaban con un gran baile.
La importancia de la institución y la estrecha relación con la empresa textil, hacia que el club fuera visitado por las diversas delegaciones que por distintos motivos llegaban a la fábrica de Steverlynck.
Mucho más acá en el tiempo, y como parte de la actividad social intensa, también pasaron a la historia las fiestas de 15. Una vez al año, las quinceañeras de la zona desfilaban con sus vestidos por la pileta olímpica. Como cierre se realizaba el famoso "baile de 15".
La fisonomía actual del club comenzó a forjarse en la década del 50. Varios años demandó la construcción del actual edificio que ocupa el centro de El Timón. El inmueble sorprende por su enorme estructura.
El paso de los años no hizo más que afianzar al Club como una de las instituciones más importantes del pueblo. El establecimiento mantiene la mística que supieron darle sus fundadores, como lugar de vínculos sociales y deportes varios.

### Círculo Católico de Obreros (V.F.S.)
El Circuito Católico de Obreros de Villa Flandria quedó inaugurado el 2 de febrero de 1946. Con el objetivo de construirse como una mutual que auspiciara la defensa de los intereses de los trabajadores, la nueva entidad tuvo como guía de referencia la denominada doctrina social de la Iglesia, plasmada en la encíclica Rerum Novarum.
La misión de los Círculos que funcionaban en distintos puntos del país, radicaba en brindar bienestar al obrero en el campo de salud y recuperar su espíritu religioso.
Su labor cubría distintos campos, tanto materiales como espirituales: se hicieron cargo de la Sala de Primeros Auxilios, fundada en 1947, y dirigían la Biblioteca San Luis Gonzaga, por expreso mandato de Julio Steverlynck, seleccionando material cristiano para la misma.

### Círculo Criollo Martín Fierro (V.F.N.)
En 1954 Arnoldo Daniele ingresó a trabajar en Algodonera Flandria. Desde entonces su vida gira en torno a su familia, a esa fábrica y a su gran pasión: el tradicionalismo.
Su vinculación con el circuito Criollo “Martín Fierro” data de 1965, el mismo día que llegaron a Jáuregui los reyes Bélgica, Balduino y Fabiola, junto con el presidente Arturo Illia y su esposa. Arnoldo se vistió de gaucho, ayudó a servir el asado a los ilustres visitantes, y desde esa fecha, durante dos décadas formó parte de la institución.

## Música

### Banda "Rerum Novarum"
La banda “Rerum Novarum” nació con 38 obreros de la Algodonera Flandria a los que Julio Steverlynck unió a través de la música. El debut, después de algunos ensayos en el galpón de la fábrica, quedó registrado el 25 de mayo de 1937. ese día acompañó con marchas el lento caminar de una procesión callejera. Figuran, entre sus primeras autoridades, Julio Steverlynck como presidente honorario, Eduardo Swinnen como presidente, Víctor del Grosso como secretario y Pablo Kinderman como maestro.

## Escuelas y colegios

### Escuela de Educación Primaria N.º 24 "Doctor Francisco Javier Muñiz" (V.F.N.)
Fundada en la década de 1940, funcionó primeramente en la Capilla San Juan Berchmanns (hoy San Antonio de Padua) hasta tener su primer y definitivo edificio ubicado en la intersección de las calles Tropero Moreira y Estrada. Fue su primera directora la señora Pérez de Arrieta, quien realizase una intensa labor en el desarrollo de la institución. De aquellos años se destaca el aporte de María Isabel Seuster, lugareña que durante largo tiempo actuó como docente voluntaria. El edificio contó con equipamiento de vanguardia para la enseñanza, situación que alcanzó su punto máximo al ser declarada Escuela Experimental, nutriéndose así de docentes debidamente calificados. 
En el hall de entrada se encuentra un busto que recuerda al Doctor Muñiz, realizado por el artista nacional Cabestrani Piñol.

### Colegio San Luis Gonzaga (V.F.S.)
Las primeras clases se dictaban en un salón dividido por tabiques, anexo a la Algodonera Flandria. Ese nacimiento marcaría su futuro durante décadas. Fundado el 24 de marzo de 1934 por impulso de Julio Steverlynck, el Colegio San Luis Gonzaga comenzó como una típica escuela rural. El paso de los años, sin embargo, convertiría a la institución en una verdadera preparatoria para los jóvenes trabajadores de la empresa textil. Su segunda sede, igual de transitoria que la anterior, fue entonces salón-cine Flandria, donde funcionó hasta 1937, cuando se mudó a su domicilio actual.
Grupo Scout Nº91 “San Luis Gonzaga” de Jáuregui:
el 9 de julio de 1951 quedó formalmente construida la Agrupación Scout “San Luis Gonzaga”. La semilla la había sembrado meses antes el maestro Godofredo Elías Chávez, y brotó rápidamente en un grupo de alumnos que por entonces cursaba tercer grado en el Colegio “San Luis Gonzaga”. De esa forma nacía la tropa scout, y fue un paso superador en la organización de campamentos que por entonces ya hacia la escuela.

### Colegio e Instituto Inmaculada Concepción (V.F.S)
En 1961, Julio Steverlynck cedió terrenos para la puesta en funcionamiento de un establecimiento educativo bautizado inicialmente como Escuela-Hogar Inmaculada Concepción. Para ese entonces, el lugar había experimentado diversas modificaciones, tanto en su fisonomía como en su funcionalidad.
Conocida como “La Pebeta” a fines del siglo XIX, la casona fue adquirida por Steverlynck y cambió su nombre por el de “El Chano”. Durante los primeros años de la Algodonera Flandria, fue habilitada para la venta de telas (conocida como "venta chica"). 
A pesar de las múltiples transformaciones edilicias, todavía se conserva el aljibe original y algunas de las piezas ornamentales.
El nuevo establecimiento de enseñanza mixta tuvo como primera maestra a María Inés Jiménez, quién se hizo cargo de un primer curso conformado por 30 alumnos. La dirección recayó en la religiosa María Rosa Jaurena, y todo lo concerniente al manejo pedagógico y administrativo quedó en manos de la congregación de monjas “De la Provincia Azul”, grupo que dejó ese lugar en 1980 y fue ocupado por la congregación “Esclavas de la Inmaculada Niña”, con religiosa oriundas de México y España.
Luego fue creado el jardín de infantes y en 1970 se habilitó el ciclo Secundario.

### Escuela N° 16, José María Jáuregui
Fue creada en 1897 y es la primera escuela que tuvo Jáuregui. Funciona actualmente en un edificio ubicado frente a la estación José María Jáuregui

## Eventos

### Carrera de autitos a piolín
Se trata de un evento único que reúne a la familia para conjugar lo lúdico con lo social, y en cierta manera, también lo deportivo, aunque no se trate de una competencia en el estricto sentido que encierra este término.  La carrera se hizo por primera vez en 1944 y fue organizada por la Acción Católica del pueblo. Perduró hasta 1966 y recién en 1978, el grupo scout local San Luis Gonzaga decidió volver a organizarla el último domingo de septiembre o el primero de octubre. La misma se ha convertido en una tradición en la localidad y continúa con mucho suceso hasta el día de hoy, en la que compiten más de 300 niños y niñas.

## Iglesia católica en José María Jáuregui
| Arquidiócesis | Mercedes-Luján   |
| ------------- | ---------------- |
| Parroquia     | San Luis Gonzaga |

### Parroquia San Luis Gonzaga (V.F.S.)
El 24 de agosto de 1930 quedó oficialmente inaugurada la capilla bautizada con el nombre del santo italiano San Luis Gonzaga.
Para su construcción resultaron fundamentales los aportes de don Julio y del estanciero Alejandro Estrugamou. El vecino Francisco Santamaría, en tanto, realizó una incansable búsqueda de donaciones para la compra de la nueva edificación. Durante esos primeros años la capilla fue atendida por religiosos de la Basílica de Luján.
El 1.º de noviembre de 1936 el templo fue designado parroquia y fue recibido el sacerdote Miguel Inglés.

### Capilla San Antonio de Padua (V.F.N)
La Capilla San Antonio de Padua, que cuenta con nave principal y torre campanario, es el principal centro religioso de Jáuregui Norte, además de la Abadía de San Benito. Fue construida en la década de 1940 por Don Julio Steverlynck y se denominaba en un primer momento Capilla San Juan Berchmanns, en honor al santo belga. El cambio de nombre se debió a que el santo patrono de V.F.N., o Pueblo Nuevo, es San Antonio de Padua. Hoy es conocida como Capilla San Antonio de Padua, pero su nombre real es Capilla San Juan Berchmanns y San Antonio de Padua, ya que la donación de la capilla fue hecha a nombre del primero y legalmente no se podía cambiar el nombre, pero si agregar el segundo santo. La ermita principal de San Antonio se encuentra en la intersección de las calles Tropero Moreira y Los Tilos.